# Dryococelus australis
Dryococelus australis – gatunek straszyka z rodziny Phasmatidae, występujący endemicznie na wyspie Lord Howe. Opisany w 1855, został uznany za wymarły około 1920 roku, dopóki w 2001 nie odkryto małej populacji tych owadów na odległym o 23 km od Lord Howe wzniesieniu skalnym Ball’s Pyramid. Dryococelus australis jest niekiedy określany jako najrzadszy owad na świecie.

## Historia odkrycia i badań

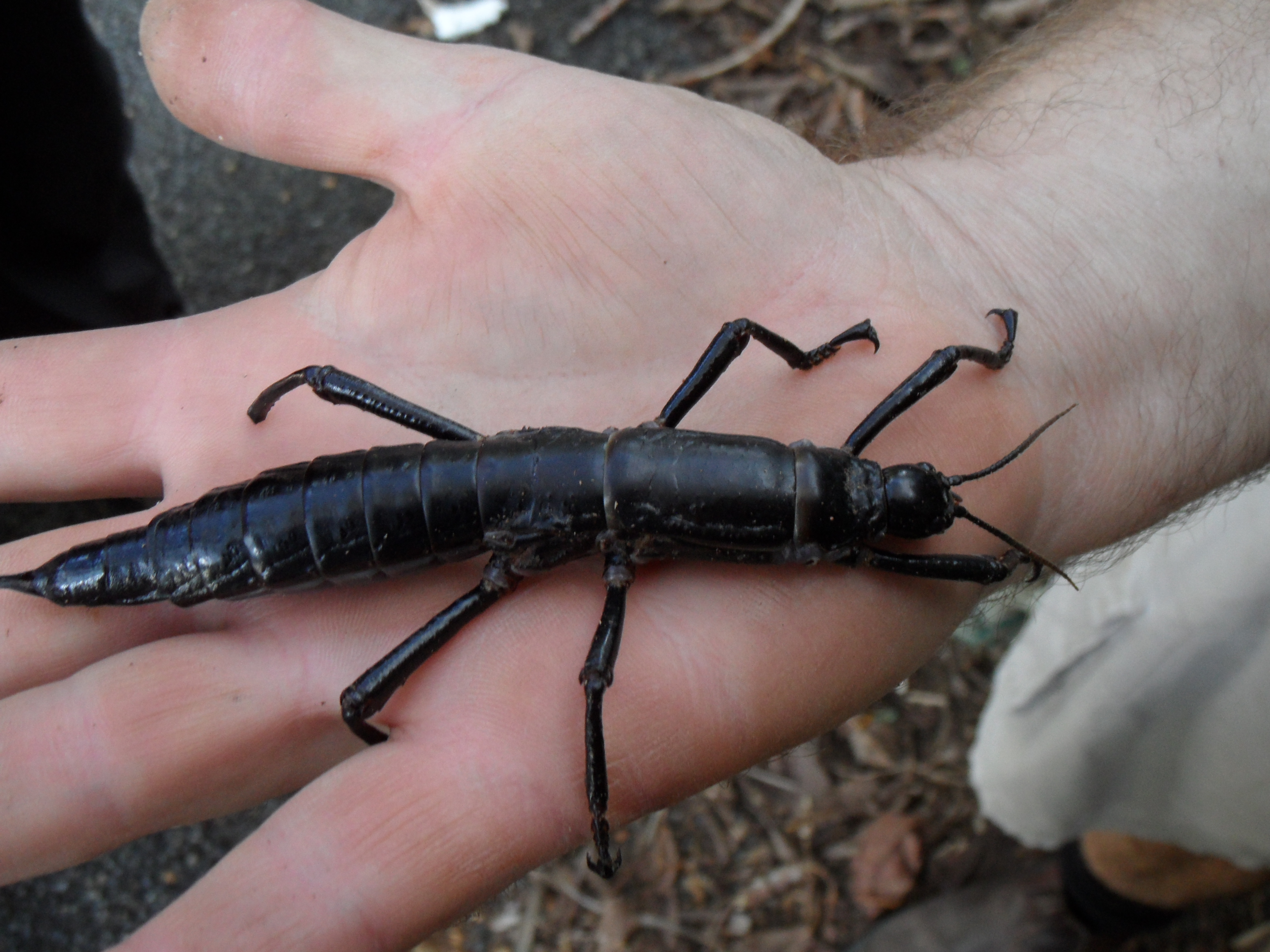
Dryococelus australis

Gatunek został opisany w 1855 roku przez Jeana Xaviera Hyacinthe'a Montrouziera pod nazwą Karabidion australe. Jeszcze na początku XX wieku był bardzo pospolity na Lord Howe, tak że tych dużych owadów używano jako przynęty na ryby. Populacja straszyków zaczęła wymierać po zawleczeniu na wyspę przez parowiec SS Makambo szczurów śniadych. Ostatnie osobniki D. australis widziano w latach 20., w związku z czym gatunek uznano za wymarły.
W latach 60. grupa wspinaczy próbujących zdobyć Piramidę Balla, skalną kolumnę 23 km na południowy wschód od Lord Howe, znalazła trzy martwe samice tego straszyka. W 2001 roku specjalna ekspedycja mająca na celu ewidencję flory i fauny Piramidy Balla odkryła pod pojedynczym krzakiem Melaleuca howeana małą, liczącą 20-30 osobników populację D. australis. W 2003 kolejna ekspedycja, złożona z badaczy z Parku Narodowego Nowej Południowej Walii, przybyła na Piramidę Balla i złowiła dwie pary straszyków, z których jedną przewieziono do Sydney a drugą do Melbourne Zoo. Po wielu próbach udało się doprowadzić do rozmnożenia gatunku w niewoli. Celem tego programu była reintrodukcja gatunku na Lord Howe, po uprzednim wytępieniu zawleczonych tam na początku poprzedniego wieku szczurów. W 2006 roku odchowana populacja liczyła około 50 osobników i kilkaset złożonych jaj, według stanu na 2008 rok dorosłych osobników było 450, z czego 50 przewieziono na Lord Howe.
W 2006 roku po raz pierwszy opisano jaja D. australis.

## Genetyka
Badania genetyczne mitochondrialnego i jądrowego DNA przeprowadzone po odkryciu populacji D. australis w 2001 roku wykazały, że zbliżone morfologicznie rodzaje z Nowej Kaledonii (Trapezaspis, Microcanachus, Canachus) zaliczane do tej pory do podrodziny Eurycanthinae nie są najbliżej spokrewnione z Dryococelus, a ich podobna morfologia jest prawdopodobnie wyrazem konwergencji. Jednocześnie dowiedziono, że najbliżej spokrewnione z Dryococelus są dwa gatunki rodzaju Eurycnema, z podrodziny Phasmatinae.